# Ненчо Искров Налбантина
Ненчо Искров Тодоров – Налбантина е български национал-революционер, член на частния революционен комитет в Старо Ново село. По-голям брат е на Тодор Искров – Налбантина.
Избран е за представител на Оборищенското събрание през 1876 и с чета от четиридесет души се сражава с башибозук през Априлското въстание. След разгрома на въстанието е заловен в Свищов. След Санстефанския мир е освободен и се заселва в Карлово, където остава до смъртта си.